# Амлија
Амлија (енгл. Amlia) је острво САД које припада савезној држави Аљасци. Површина острва износи 459 ². Према попису из 2000. на острву је живело 0 становника.